# Phnum Sruoch
Phnum Sruoch es uno de los ocho distritos que forman la provincia camboyana de Kompung Speu, con una población estimada en marzo de 2008 de 95 227 habitantes. Está dividido en las siguientes  comunas (khum), que se muestran asimismo con población estimada de 2008:
- Chambak 3,396
- Choam Sangkae 5,480
- Dambouk Rung 5,426
- Kiri Voan 6,042
- Krang Dei Vay 7,098
- Moha Sang 10,973
- Ou 11,202
- Prey Kmeng 3,589
- Prey Rumduol 4,218
- Tang Samraong 6,856
- Tang Sya 9,034
- Traeng Trayueng 21,913[1]